# El Zak i el Wowo: la llegenda dels Lendarys
El Zak i el Wowo: la llegenda dels Lendarys (títol original en francès, Zak & Wowo : La Légende de Lendarys) és una pel·lícula d'animació de 2024 dirigida per Philippe Duchêne i Jean-Baptiste Cuvelier. S'ha doblat al català.

## Sinopsi
Al cor d'un món imaginari poblat de criatures fantàstiques i monstres perillosos, Zak, de 13 anys, va a la recerca del seu germà bessó, Kyle, que ha desaparegut misteriosament.

## Repartiment de veus original
- Manu Payet: Wowo
- Clara Luciani: Indiana
- Jérôme Niel: Zak
- Kyan Khojandi: Kyle
- Akil Wingate: Astelion

## Producció
La pel·lícula es va produir als estudis d'Angulema, Charente i la Reunió. Va comptar amb l'ajuda del motor de videojocs Unreal Engine.